# 韭花酱
韭花酱，亦称韭菜花、韭菜花酱、韭花，是中国北方地区常见的一种以韭菜花为主要原料的酱料。

## 制作方法
依不同地区有着不同的做法，主要是把韭菜花及其配料混在一起碾碎至细烂，然后放置到瓶罐中密封保存供以后食用。

## 使用方法
直接食用，或者按个人喜好酌量倒入一些醋、香油等。
北京涮羊肉的蘸料中就有韭菜花酱，通常还会加入红腐乳汁和芝麻酱等。